# Шумски манастир
Шумският манастир „Свети Архангел Михаил“ е български манастир.

## Местонахождение
Манастира се намира на 6 км от град Годеч и на около 1 км от село Шума. Разположен е в северните поли на планината Чепън (Западна Стара планина).

## История
Основан е през 11 век. В миналото манастирът е бил разрушен. Дейността му е възстановена през 19 век. Постоянно действащ.
Състои се от църква, жилищни и стопански сгради. Църквата е малка, едноапсидна, еднокорабна. Възстановена е през 1863 г.